# Bright Size Life
Bright Size Life — Дебютный Студийный альбом Американского Джазового Гитариста Пата Метени, Изданный в 1976 году Лейблом ECM Records. В трио играют ритм-секция в составе Джако Пасториуса и Боба Мозеса.
| Оценки критиков | Оценки критиков                                                                    |
| Источник        | Оценка                                                                             |
| --------------- | ---------------------------------------------------------------------------------- |
| AllMusic        | 4,5 из 5 звёзд · 4,5 из 5 звёзд · 4,5 из 5 звёзд · 4,5 из 5 звёзд · 4,5 из 5 звёзд |

## Список композиций
Слова и музыка всех песен — Пат Метени, за исключением отмеченных.
| №                   | Название                    | Автор(ы)            | Длительность |
| ------------------- | --------------------------- | ------------------- | ------------ |
| 1.                  | «Bright Size Life»          |                     | 4:46         |
| 2.                  | «Sirabhorn»                 |                     | 5:27         |
| 3.                  | «Unity Village»             |                     | 3:43         |
| 4.                  | «Missouri Uncompromised»    |                     | 4:16         |
| 5.                  | «Midwestern Nights Dream»   |                     | 6:06         |
| 6.                  | «Unquity Road»              |                     | 3:36         |
| 7.                  | «Omaha Celebration»         |                     | 4:18         |
| 8.                  | «Round Trip/Broadway Blues» | Орнетт Коулман      | 5:01         |
| Общая длительность: | Общая длительность:         | Общая длительность: | 37:13        |

## Участники записи
- Метени, Пат — Двенадцатиструнная электрогитара, Гитара
- Пасториус, Джако — Бас-гитара
- Мозес, Боб — Ударные